# Georgia May Jagger
Georgia May Ayeesha Jagger (Westminster, 12 de enero de 1992) es una modelo británica.

## Carrera
En 2008, Jagger obtuvo un contrato con la firma Independent Models y actualmente es representada por la compañía TESS Model Management. Es hija del músico Mick Jagger y de la modelo Jerry Hall. Ha modelado para marcas como Hudson Jeans, Chanel, H&M, Miu Miu, Versace y Vivienne Westwood. Ha aparecido en comerciales para la fragancia de Thierry Mugler, Angel.
En 2014 Jagger apareció en una campaña publicitaria para la marca de joyería alemana Glam & Soul. La base de la campaña fue un cortometraje filmado por la fotógrafa Ellen von Unwerth.
Jagger hizo parte de la ceremonia de los Juegos Olímpicos de 2012 junto a Kate Moss, Naomi Campbell y Lily Donaldson, en representación de la moda británica. Ha diseñado colecciones con Volcom y Mulberry.